# جمال العالم البدر المنير
جمال العالم البدر المنير (توفي بعد عام 1736) كان السلطان العشرين لآتشيه دار السلام في شمال سومطرة والحاكم الثالث لسلالة جمال الليل العربية. حكم من 1703 إلى 1726 عندما أطيح به.

## اعتلاء العرش
كان يُدعى في الأصل علاء الدين، وهو ابن السلطان بدر العلم شريف هاشم جمال الدين الذي أُطيح به عام 1702 وتوفي بعد فترة وجيزة. نشأ علاء الدين كمنافس خطير لعمه بدر العالم شريف لمتوي الذي اعتلى العرش. عُزِل بدر العالم شريف لمتوي في يونيو 1703. ثم توج علاء الدين كسلطان تحت اسم جمال العلم البدر المنير. وكانت بداية حكمه مزدهرة، وبرز السلطان كحاكم صالح. بقي الكثير من التجار الأثرياء في آتشيه وكان أغناهم هولنديًا يُدعى دانيال. لم يكن للسلطان الحق في ممارسة التجارة، لكن كان بإمكانه حصاد 10٪ من قيمة البضائع المستوردة. أقام أولاً في قلعة دار الدنيا في العاصمة كوتاراجا، ولكن في عام 1706 انتقل البلاط الملكي في ملايو.

## العلاقات مع الأوروبيين
وفقًا لشركة الهند الشرقية الهولندية، التي سيطرت على جزء من الساحل الغربي لسومطرة، خطط السلطان لاستعادة الممتلكات الهولندية التي كانت مملوكة سابقًا لآتشيه. من المفترض أنه في عام 1712 قام بإعداد أسطول من شأنه إخضاع الأراضي الساحلية وصولاً إلى بادان. وفي نفس العام طلب عبثًا من سلطان جوهر مساعدته في مهاجمة ملقا الهولندية. لم يخرج شيء من هذه الخطط. ولم تعد آتشيه تتمتع بالقدرة العسكرية التي كانت تتمتع بها أيام إسكندر مودا. ثم سعى السلطان إلى توسيع العلاقات التجارية مع البريطانيين الذين كان لهم نفوذ في مدراس في الهند وبنغكولو في سومطرة. في هذا الوقت زار العديد من تجار آتشيه سواحل الهند. وفي عام 1709، دعا جمال العالم التجار البريطانيين من مدراس للحضور إلى آتشيه. وبالفعل جاءت العديد من السفن البريطانية في السنوات التالية. ومع ذلك، انخفضت التجارة البريطانية في آتشيه من عام 1716 إلى عام 1730. وكان أحد الأسباب وراء ذلك هو أن الصينيين بدأوا في تجنب التجارة في آتشيه لصالح أرخبيل رياو الأكثر جاذبية جنوب شبه جزيرة ملايو. مع انخفاض الدخل من التجارة، حاول جمال العالم تشديد الرقابة على التجارة ورسوم الموانئ في جميع أنحاء آتشيه. مما أدى فيما بعد إلى اضطرابات داخلية خطيرة.

## فقدان القوة
بعد بضع سنوات سقطت باتوبارا بعد انتفاضة ضده، أرسل جمال العالم قوات لقمع الانتفاضة لكنه فشل. وفقًا للقصة، تظاهر زعماء باتوبارا بالاستسلام وأرسلوا عصير جوز الهند المسموم إلى السلطان الذي شرب العصير دون شك، فمرض وانسحب على الفور من الحملة، وسرعان ما تبعه أسطوله. وقام المتمردون بتحصين باتوبارا ضد هجمات أخرى محتملة. تزعم إحدى الروايات أن شعبية جمال العالم تراجعت منذ أن استخدم الخدم الأفارقة الذين ارتكبوا الكثير من الأذى في آتشيه.
بعد عامين من انشقاق باتوبارا، قام السلطان بزيارة المقيم الثاني والعشرون، وهي إحدى المناطق الثلاث التي قُسمت آتشيه إليها. كان الغرض السري هو سجن مودا سيتيا أحد زعماء المٌقيم المعارضين للسلطان. لكن الخطط تسربت. وهرب مودا سيتيا وجمع قوات كبيرة لمقاومة جمال العالم. ودارت معركة انتهت بالهزيمة الكاملة لقوات السلطان. اضطر جمال العالم إلى اللجوء إلى القلعة وناقش مع مستشاريه ما يجب فعله. نصحه أحدهم بالمغادرة إلى جزء أكثر أمانًا من آتشيه وترك قائد مخلص للحصن حتى استعادة النظام. استجاب السلطان للنصيحة وهرب إلى بيدي في نوفمبر 1726.

## بعد التنازل
بعد هروب السلطان، تولى وزيره بانجليما مهراجا السلطة وأطلق على نفسه جوهر العالم لكنه توفي على الفور تقريبًا. ثم توج شمس العالم الذي لم يستمر طويلأ أيضًا، وبعد فترة حكم قصيرة أخرى، توج المهراجا ليلا الذي عُرِفَ باسم علاء الدين أحمد شاه. وكان لا يزال يكن احتراماً كبيراً للمخلوع جمال العالم، وعندما توفي علاء الدين أحمد سياح عام 1735، دعاه النبلاء للعودة إلى العاصمة للنقاش بشأن السلطان الجديد. وانتهى الاجتماع بشقاق. حيث أراد زعماء المقيم الثاني والعشرون والمقيم الخامس والعشرون الابن الأكبر لعلاء الدين أحمد سياح علاء الدين شاه حهان كسلطان، بينما فضل المقيم السادس والعشرون جمال العالم. فشن بوكوت محمد الأخ الأصغر لعلاء الدين شاه جهان حربًا على جمال العالم. والتي رُويت في ملحمة آتشيه الشهيرة حكايات بوكوت محمد. هُزم جمال العالم وهرب بارتداء ملابس نسائية. ثم توفي في كامبونج كاندانج ودُفن هناك.